# Esperanza Martínez
Esperanza Martínez Lleida de Portillo (Asunción, 26 de abril de 1959) es una médica y política paraguaya. Desde el 2013 es senadora nacional, por el Partido Participación Ciudadana, miembro de la coalición de izquierda Frente Guasú.
Anteriormente fue ministra de Salud Pública y Bienestar Social, del 2008 al 2012, bajo la administración de Fernando Lugo.

## Biografía

### Vida personal y familiar
Nació el 26 de abril de 1959 en Asunción. Su padre, el farmacéutico Benito Martínez SIlvero, era militante del Partido Revolucionario Febrerista y dirigente del Club Guaraní. Su madre, Mercedes Lleida, era una inmigrante española que llegó al Paraguay luego de quedar huérfana.
Está casada con el psiquiatra Carlos Portillo Esquivel y es madre de tres hijos.

### Educación
En 1977 se graduó del Colegio Experimental Paraguay-Brasil, como mejor egresada de su promoción.
Continuó sus estudios universitarios en la Facultad de Ciencias Médicas de la Universidad Nacional de Asunción, donde se graduó como doctora en Medicina y Cirugía en 1984.
Luego, completó su residencia médica en el Hospital de Clínicas entre 1984 y 1989, mientras también trabajaba como asistente docente en la cátedra de Semiología Médica.
Prosiguió con estudios de posgrado, obteniendo el título de especialista en Salud Pública de la Universidad Católica de Lovaina en 1991, y el título de especialista en Políticas de Recursos Humanos en Salud de la Escuela Nacional de Salud Pública de la Fundación Oswaldo Cruz en 1992.

## Trayectoria política
Mientras estudiaba en la universidad, Esperanza Martínez participó activamente en el Centro de Estudiantes de la Facultad de Medicina de la Universidad Nacional de Asunción. Esta organización estudiantil desempeñó un papel importante en la resistencia contra el régimen dictatorial de Alfredo Stroessner.
Fue una de las socias fundadoras de la Asociación de Médicos del Hospital de Clínicas. Además, fue elegida como presidenta del Círculo Paraguayo de Médicos durante dos periodos consecutivos, en los años 1998-1999 y 2000-2001.

### Ministra de Salud Pública y Bienestar Social (2008-2012)

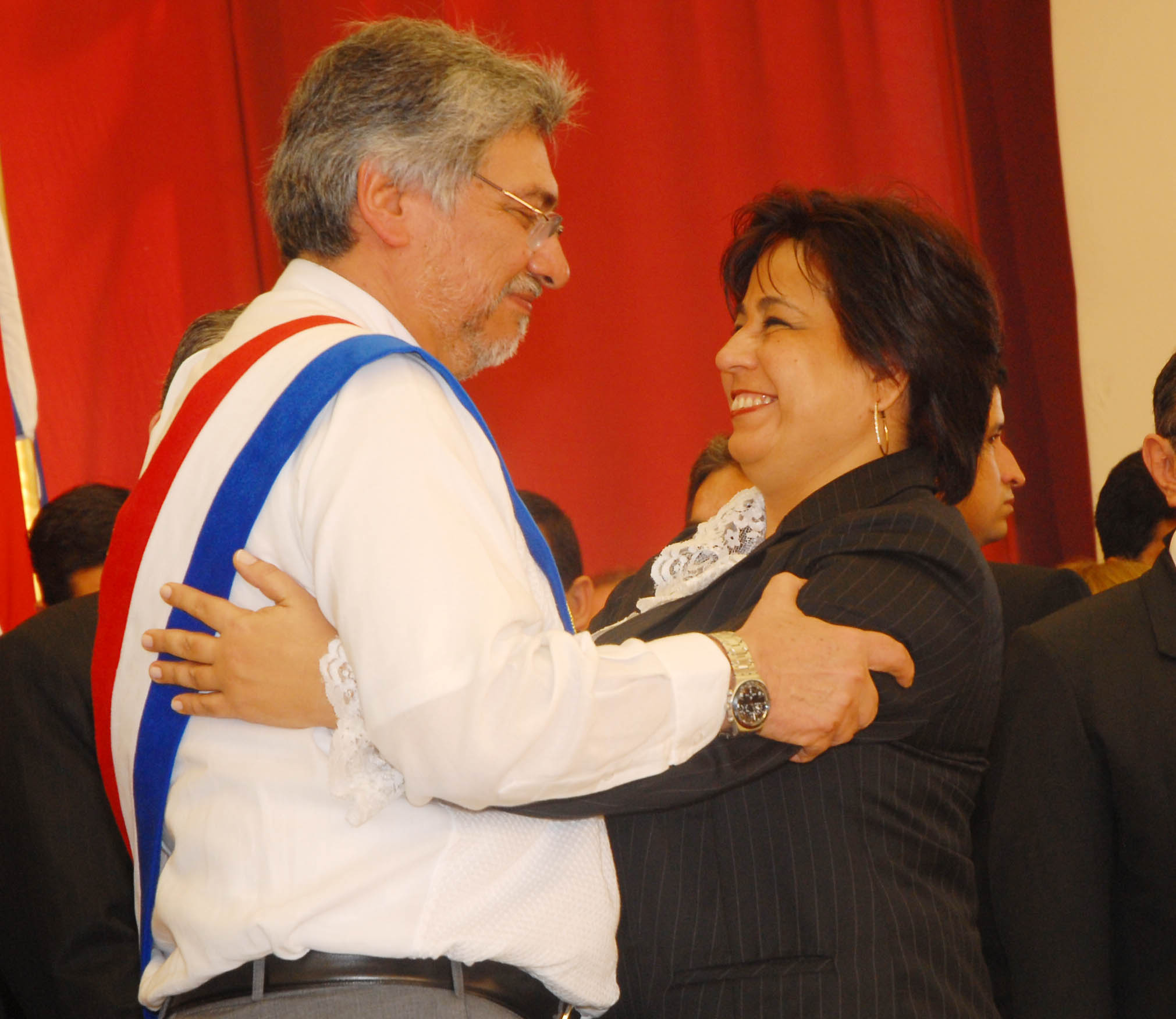
Fernando Lugo y Esperanza Martínez, 2008.

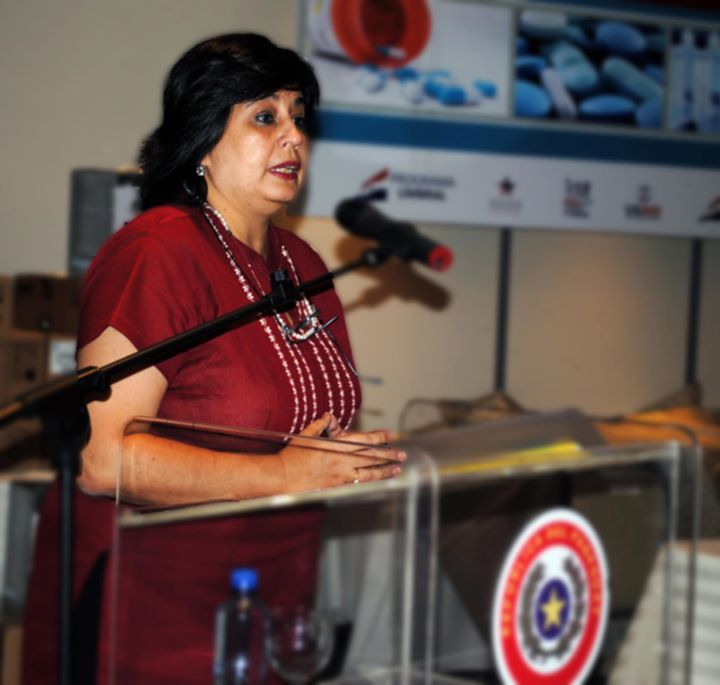
Martínez en una conferencia de prensa, durante su mandato del ministerio de Salud.

En 2008, tras 60 años de gobierno del Partido Colorado, asume la presidencia Fernando Lugo, quien designa a Martínez como ministra de Salud Pública y Bienestar Social.
En diciembre del año 2009, mediante Resolución N.º 1074 establece la gratuidad de todos los servicios prestados en Centros Asistenciales, medida nunca antes aplicada en el Paraguay.
Durante su gestión como ministra de Salud, se implementa la estrategia de Atención Primaria a la Salud (APS) a través de la instalación de más de 700 Unidades de Salud de la Familia (USF) en todo el Paraguay, lo cual permite el acceso a los servicios de salud a más de 2.500.000 personas.
Se cuadruplica la cantidad de camas en Terapia Intensiva, posibilitando la atención en cuidados intensivos a más de 12.000 personas, de forma totalmente gratuita. Se reduce el precio de compra del oxígeno en un 90%. La cantidad de trasplantes realizados en Centros Asistenciales Públicos en dos años de gestión (154) se equipara a lo realizado en las últimas 3 décadas.

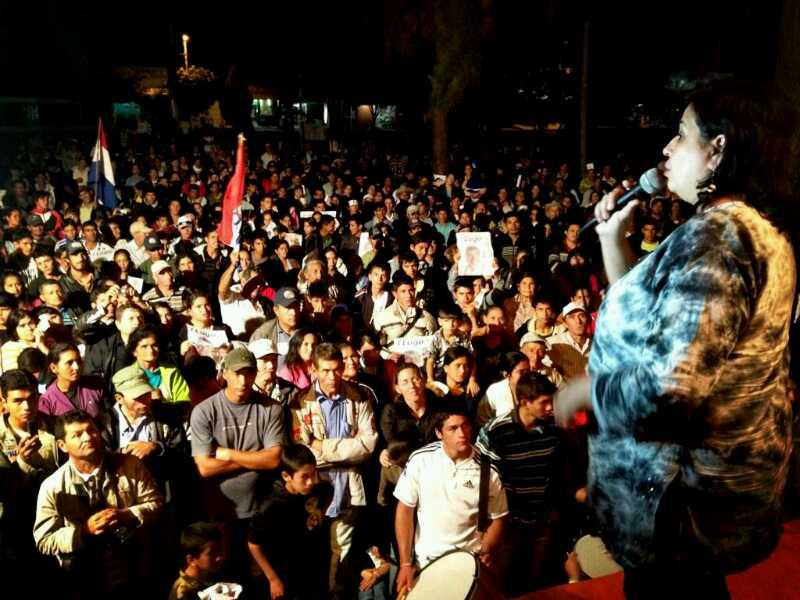
Martínez dando un discurso, 2012.

Por primera vez en el Ministerio de Salud Pública y Bienestar Social, se procede a la realización de masivos Concursos Públicos de Méritos y Aptitudes, permitiendo esto la integración estable de más de 9000 funcionarios, principalmente profesionales de blanco.
A nivel internacional, en el año 2009 es elegida Presidenta del Consejo Directivo de la Organización Panamericana de la Salud (OPS) y en el año 2012 Vicepresidencia de la 65º Asamblea de la Organización Mundial de la Salud (OMS).
En el año 2011 se integra formalmente al Partido Participación Ciudadana (partido miembro fundador del Frente Guasu).

#### Renuncia
El 22 de junio de 2012 presenta su renuncia, como una forma de protesta en respuesta a la destitución del presidente Fernando Lugo a través de un juicio político. Martínez calificó este proceso como un "golpe parlamentario" y consideró que representaba un "quiebre democrático".
Junto con el ministro de Hacienda, Dionisio Borda, fue la única en ejercer su cargo durante todo el mandato de Fernando Lugo, siendo varias veces elegida como la ministra con mejor desempeño del gabinete.

### Elecciones generales de 2013
En el 2013 el Frente Guasú la eligió vicepresidenta de la coalición.
En el contexto de la definición de candidaturas para las elecciones generales de 2013, el Partido Participación Ciudadana propuso a Esperanza Martínez como precandidata a la Presidencia de la República, por el Frente Guasu.
Con el objetivo de llegar a consensos y mantener la unidad entre las organizaciones progresistas y de izquierda que conformaban la concertación, declinó su candidatura y se ofreció como mediadora en el proceso.
Finalmente, formó parte de la lista de candidatos a la Cámara de Senadores por el Frente Guasu.

### Senadora Nacional (2013-)
En las elecciones de 2013, la lista de senadores del Frente Guasu obtuvo 238.313 votos, lo que les permitió conseguir cinco escaños en la Cámara Alta y convertirse en la tercera fuerza política en el país. Asumió como senadora el 31 de junio de ese mismo año.
Como parlamentaria, ocupa la presidencia de la Comisión Asesora de Salud Pública y Seguridad Social desde 2014 hasta la actualidad, y la vicepresidencia de la Comisión de Educación y Cultura desde 2014 hasta la actualidad. Asimismo, es integrante de la Comisión Bicameral de Presupuesto.
En sus tres primeros años de gestión, presentó de manera conjunta con otros senadores 49 proyectos de Ley sobre diferentes materias. Entre ellos se pueden citar:

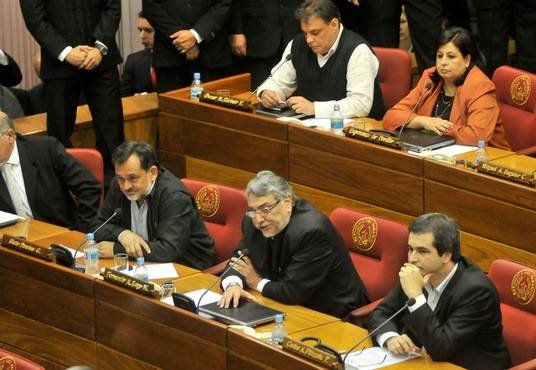
Bancada del Frente Guasu en el Senado, 2015.

- Proyecto de Ley “Que modifica el artículo 10 de la Ley Nº 5407/15 ‘Del Trabajo Doméstico”.
- Proyecto de Ley "De Fomento del Audiovisual".
- Proyecto de Ley "De paridad democrática".
- Proyecto de Ley “Que establece normas de etiquetado de productos destinados al consumo humano, que sean, contengan o deriven de organismos genéticamente modificados y garantiza el derecho a la información del consumidor”.
- Proyecto de Ley “De fortalecimiento de la agricultura familiar campesina e indígena”.
- Proyecto de Ley "De protección del patrimonio cultural".
- Proyecto de Ley “Que regula las actividades relacionadas al tabaco, establece medidas sanitarias de protección a la población frente al tabaquismo y su régimen tributario”, más conocida como "Ley Antitabaco".
- Proyecto de Ley “De Salud Indígena”.
- Proyecto de Ley “De seguridad vial infantil”.
- Proyecto de Ley “Del ejercicio profesional del obstetra en la República del Paraguay”.
- Proyecto de Ley "Que establece nuevas disposiciones impositivas para la exportación de granos en estado natural", más conocido como "Ley del Impuesto a la Soja".
- Proyecto de Ley “Que modifica y amplia los artículos 57, 60, 61 y que deroga los artículos 59, y los artículos 68 al 74 sobre la base imponible del impuesto inmobiliario de la Ley N° 125/91 ‘Que establece el nuevo régimen tributario”.
- Proyecto de Ley "Que declara el 30 de setiembre como Día Nacional por los derechos de las personas lesbianas, gays, trangéneros, bisexuales e intersexuales (LGTBI)".
- Proyecto de Ley "Marco de soberanía, seguridad alimentaria y nutricional y derecho a la alimentación".

En 2016, es elegida presidenta del Frente Guasú, cargo que ocupa hasta la actualidad.
Es reelecta en 2018 y 2023, siendo la única senadora del Frente Guasú electa en este último año.